# U 415
U 415 war ein deutsches Unterseeboot des Typs VII C. Diese U-Bootklasse wurde auch „Atlantikboot“ genannt. Es wurde durch die Kriegsmarine während des U-Boot-Krieges eingesetzt.

## Technische Daten
Die Danziger Werft AG wurde nach der Eingliederung der Freien Stadt Danzig in das Deutsche Reich durch die Kriegsmarine mit dem Bau von einem Dutzend VII C-Booten pro Jahr beauftragt. Bis zur Einnahme der Stadt durch die Rote Armee fertigte die Werft insgesamt 42 U-Boote dieses Typs. U 415 war Teil des vierten Bauauftrags an diese Werft, der insgesamt vier Boote des Typs VII C umfasste. Ein solches Boot hatte eine Länge von 67 m und eine Verdrängung von 865 m³ unter Wasser. Es wurde von zwei Dieselmotoren angetrieben, die eine Geschwindigkeit von 17 kn (31,6 km/h) gewährleisteten. Ein VII C-Boot hatte hierbei eine maximale Reichweite von 6500 sm. Unter Wasser kamen üblicherweise die beiden je 375 PS starken Elektromotoren zum Einsatz, die eine Geschwindigkeit von 7 kn (12,6 km/h) erbrachten. Die Bewaffnung bestand bis 1944 aus einer 8,8-cm-Kanone und einer 2,0-cm-Flak an Deck sowie vier Bugtorpedorohren und einem Hecktorpedorohr. U 415 führte während seiner Karriere diverse Wappen und Zeichen. Unter dem Kommando von Kurt Neide trug es seitlich am Turm das Zeichen des Marineoffiziersjahrgangs von 1936 und an der Stirnseite das Wappen von Bad Harzburg, der Patenstadt des Bootes. Unter Kommandant Herbert A. Werner wurde ein Wappen mit dem Kopf eines römischen Kriegers am Turm angebracht.

## Einsatz und Geschichte
U 415 war ab Anfang August zunächst der 8. U-Flottille, einer Ausbildungsflottille, unterstellt und in Danzig stationiert. Das Boot unternahm in dieser Zeit Ausbildungsfahrten in der Ostsee zum Training der Besatzung. Am 1. März 1943 wurde es der in Nordfrankreich stationierten 1. U-Flottille als Frontboot zugeteilt. Zur ersten Unternehmung lief das Boot Ende Februar 1943 von Kiel aus. U 415 patrouillierte auf dieser ersten Fahrt südlich Islands und vor der nordamerikanischen Küste.

### Angriff auf ON 178
Der Geleitzug ON 178 fuhr im April 1943 mit 58 Schiffen von Liverpool nach Nordamerika. Acht britische Kriegsschiffe begleiteten den Konvoi. Der Befehlshaber der Escort-Group koordinierte die Verteidigungsmaßnahmen von Bord des britischen Zerstörers Hurricane aus, dem Führungsschiff der Geleitsicherung von ON 178. Alexander von Zitzewitz, Kommandant von U 706, entdeckte ON 178 am 21. April, verlor aber den Kontakt. Inzwischen hatte U 415 den Geleitzug ebenfalls aufgespürt. Kommandant Neide meldete die Position der alliierten Schiffe, um nach den Maßgaben der von Karl Dönitz entwickelten Rudeltaktik weitere U-Boote an den Konvoi heranzuführen und entschloss sich dann zum Angriff.
- 21. April 1943 britischer Dampfer Ashantian mit Torpedo versenkt[7]

Am Abend des 21. April hatten weitere deutsche U-Boote Kontakt zu ON 178 bekommen und Kurt Neide brach seine Feindfahrt ab, denn U 415 verfügte nicht mehr über ausreichend Brennstoff. Vor der Rückkehr in die Biskaya übernahm das Boot deshalb am 26. April Treibstoff vom Versorgungs-U-Boot U 487. Kurz darauf wurde U 415 von einer britischen Vickers Wellington entdeckt und vom Lichtkegel eines Leigh light erfasst. U 415 verteidigte sich mit Artillerie und es gelang der deutschen Flak-Besatzung, einen Reifen der Wellington zu zerschießen. Als der britische Pilot das deutsche U-Boot mit sechs Wasserbomben angriff, entschloss sich Kommandant Neide, tauchen zu lassen und anschließend zu versuchen, dem Flugzeug unter Wasser zu entkommen – was ihm auch gelang. Als U 415 einige Zeit später wieder auftauchte, wurde es erneut von einem Flugzeug, diesmal einer australischen Short Sunderland, entdeckt. Es gelang Kurt Neide erneut, nach einem Feuergefecht zu entkommen, aber die Wasserbomben des Flugboots beschädigten sein U-Boot schwer. Am 5. Mai erreichte U 415 Brest, den Stützpunkt der 1. U-Flottille, von wo aus es bis zum Sommer 1944 zu fünf weiteren Unternehmungen auslief.

### U-Bootgruppe Borkum

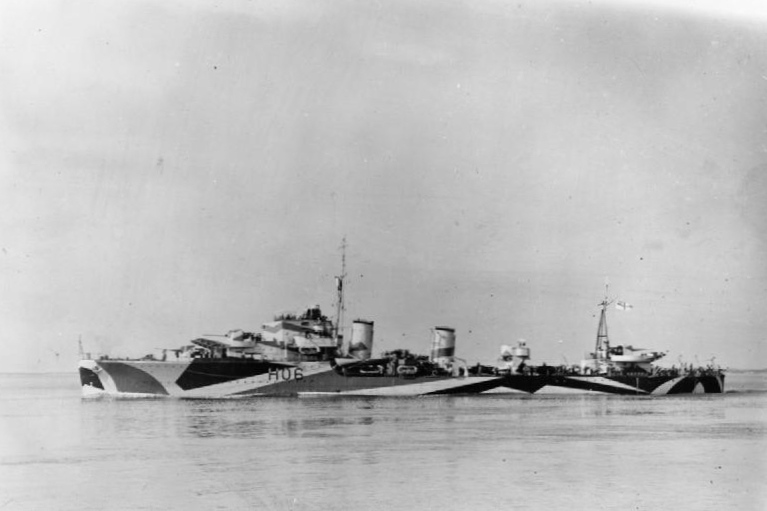
Die Hurricane – durch U 415 versenkt

Gegen Ende des Jahres 1943 ermittelten die alliierten Führungsstellen, dass zwei deutsche Blockadebrecher – die Osorno und die Alsterufer – versuchen würden, die Nordküste Frankreichs zu erreichen. Die Alliierten hatten darüber hinaus von der U-Bootgruppe Borkum erfahren, die unter dem Schutz der Luftwaffe westlich der Biskaya nach Geleitzügen suchte. Es gelang ihnen, mehrere Konvois um die Aufstellung der Deutschen herumzuleiten, während eine Kampfgruppe um den Geleitträger Card versuchte, die U-Boote und die beiden Blockadebrecher zu vernichten. Kommandant Bahr von U 305 meldete die Card am 24. Dezember, musste aber die Verfolgung abbrechen, da sein U-Boot beim Abgeben der Fühlungsmeldung eingepeilt und daraufhin von einem Zerstörer angegriffen wurde. Auf Bahrs Meldung hin fand Kurt Neide die Card mitten in der Nacht und ließ drei Torpedos auf den Geleitträger abfeuern. Aus einer nun folgenden Detonation und anschließenden Sinkgeräuschen schloss Kurt Neide, dass er einen der Zerstörer, die die Card sicherten, getroffen hatte, was er auch meldete. Dieser Erfolg konnte allerdings nicht bestätigt werden und die in Frage kommende Decatur wurde auch nicht beschädigt. An Heiligabend entdeckte Kommandant Neide dann die Hurricane, die zwar zur Geleitsicherung der Konvois OS 62 und KMS 36 gehörte, aber zur Unterstützung der Kampfgruppe um die Card herbeigerufen worden war. Gegen 21 Uhr feuerte U 415 einen akustisch gesteuerten Torpedo – einen sogenannten Zaunkönig – auf den britischen Zerstörer.
- 24. Dezember 1943 britischer Zerstörer Hurricane mit T-5 Torpedo versenkt[7]

Die Alsterufer, sowie zwei Torpedoboote und ein Zerstörer, die zu ihrem Schutz von Frankreich ausgelaufen waren, wurden versenkt. Auch der zweite deutsche Blockadebrecher erreichte den Zielhafen nicht – die Orsono strandete in der Girondemündung, nachdem sie auf ein Wrack aufgelaufen war.

### Rammbefehl
Zur Abwehr der Operation Neptune ließ die Kriegsmarine einige U-Boote auslaufen. Aus dem Operationsbefehl Kanal Nummer 1, den Karl Dönitz hierfür am 11. April erlassen hatte, war zu ersehen, wie sich der Oberbefehlshaber der Kriegsmarine den Einsatz der U-Boote vorstellte: „Jedes feindliche Fahrzeug, das der Landung dient, auch wenn es nur ein halbes Hundert Soldaten oder einen Panzer an Land bringt, ist ein Ziel, das den vollen Einsatz des U-Bootes verlangt. Es ist anzugreifen, auch unter Gefahr des Verlusts des eigenen Bootes.“ Der neue Kommandant von U 415, Herbert A. Werner, interpretierte die Order als „Rammbefehl“ und fand diese Ansicht durch den verlesenden Flottillenchef der 1. U-Flottille, Hans-Rudolf Rösing auch bestätigt.

## Verlust des Bootes
Anfang Juni und Mitte Juni unternahm Kommandant Werner mit U 415 zwei Fahrten in der Biskaya. Das Boot wurde im Verlauf mehrerer Gefechte mit alliierten Luftstreitkräften nachhaltig beschädigt. Am 14. Juni lief das Boot bei der Rückkehr nach Brest im Hafen auf eine akustische Mine und kenterte. U 415 wurde am 21. Juli gehoben und abgebrochen.